# Таџичка Совјетска Социјалистичка Република
Таџичка Совјетска Социјалистичка Република (таџ. Республикаи Советии Социалистии Тоҷикистон; рус. Таджикская Советская Социалистическая Республика) је била једна од република које су сачињавале Совјетски Савез. Првобитно је, од 14. октобра 1924. године, била формирана као Таџичка Аутономна Совјетска Социјалистичка Република, у саставу Узбечке ССР. Петог децембра 1929. године, Таџичка АССР је установљена као равноправна совјетска република таџичког народа.

## Историја
Након консолидовања совјетске власти у централној Азији, октобра 1924. године, формирана је Узбечка Совјетска Социјалистичка Република. У исто време, као део те републике, формирана је Таџичка Аутономна Совјетска Социјалистичка Република. За престолницу републике одређен је градић Душанбе (од 1929. до 1961. године носио име Стаљинабад). Таџичка АССР званично је проглашена у Душанбеу, 15. марта 1925. године.
Године 1926. коначно је угушена Басмачи побуна, након чега је у региону покренута социјалистичка трансформација друштва. Између 1926. и 1929. године достигнута је предратна производња у пољопривреди и подстакнута већа продукција памука. Почетком 1929. године прорадиле су прве електране у већим градовима Душанбеу, Хоџенту, Канибадаму и Костакозу. Фебруара 1931. године, започела је градња прве, велике хидроелектране Варзоб у републици, са капацитетом од 7.500 киловата. Подстакнуто је и вађење нафте, производња горива, хране, као и развој лаке индустрије.
Централна власт је у аутономној републици од 1926. године покренула масовне кампање описмењавања становништва и стручног образовања кадрова за рад у државној служби.
Колективизација пољопривреде покренута је између 1927. и 1929. и поново од 1930. до 1934. године, овај пута нешто агресивније. То је узроковало активирање Басмачества од 1930. до 1936. године. Овај пут побуна није била озбиљна претња и деловала је само у изолованим крајевима Таџичке ССР.
Осувремењивање привреде створило је услове за реформирање Таџичке АССР, па је тако 5. децембра 1929. године проглашена Таџичка Совјетска Социјалистичка Република. Први устав Таџичке ССР обзнањен је 24. фебруара 1931. године.
Нападом нацистичке Немачке на Совјетски Савез 1941. године, део индустрије са запада Совјетског Савеза премештен је, међу осталима, и у Таџичку ССР. Десеци хиљада Таџика учествовали су у Великом отаџбинском рату. Четрдесет и девет Таџика проглашено је Херојима Совјетског Савеза.
Након завршетка рата настављен је развој индустрије, иригационог система и раст образованих кадрова. Од 1957. године, Таџичка ССР била је укључена у Хрушчовљев пројекат „Девичанска поља“, што је помало изменило етничку структуру таџичке републике.
Најистакнутији таџички политичар у послератном раздобљу био је Бобојон Гафуров. Гафуров се посебно истакао након Стаљинове смрти 1953. године, као значајан учењак и публицист.
Под утицајем гласности и перестројке крајем 1980-их, дошло је до раста таџичког национализма. Августа 1991. године, након покушаја државног удара против Горбачова, опозиција је покренула су масовне демонстрације, које су довеле до оставке дотадашњег председника Кахара Махамова. За новог председника изабран је Рахмон Набијев и, 9. септембра, Врховни совјет прогласио је независну Републику Таџикистан.

## Функционери Таџичке ССР

### Председници
- Председник Централног извршног комитета
  - Нусратула Лутфулајев (16. децембар 1926. – 23. децембар 1933)
  - Шириншо Шотемор (23. децембар 1933. – децембар 1936)
  - Абдуло Рахимбајев (децембар 1936. – септембар 1937)
  - Мунавар Шагадајев (септембар 1937. – 13. јул 1938)
- Председник Врховног совјета
  - Н. Ашуров (13. јул 1938. – 15. јул 1938)
- Председник Президијума врховног совјета
  - Мунавар Шагадајев (15. јул 1938. – 29. јул 1950)
  - Назаршо Додхудојев (29. јул 1950. – 24. мај 1956)
  - Мирзо Рахматов (24. мај 1956. – 28. март 1963)
  - Махмадуло Холов (28. март 1963. – јануар 1984)
  - Низорамо Зарипова и Владимир Опљанчук (јануар 1984. – 17. фебруар 1984)
  - Гаибнасар Палајев (17. фебруар 1984. – 12. април 1990)
  - Кахар Махкамов (12. април 1990. – 30. новембар 1990)
- Председник
  - Кахар Махкамов (30. новембар 1990. – 31. август 1991)

### Премијери
- Председник Већа народних комесара
  - Нусратула Лутфулајев (1925. – 1926)
  - Полат Хоџајев (децембар 1926. – 1928)
  - Мумин Хоџајев (март 1928. – децембар 1929)
  - Абдуррахим Хоџибајев (децембар 1929. – 28. децембар 1933)
  - Абдуло Рахимбајев (28. децембар 1933. – фебруар 1937)
  - Урумбај Ашуров (фебруар 1937. – септембар 1937)
  - Мамдали Курбанов (септембар 1937. – април 1946)
- Председник Већа министара
  - Џабар Расулов (април 1946. – 29. март 1955)
  - Турсун Улџабајев (29. март 1955. – 25. мај 1956)
  - Назаршо Додхудојев (25. мај 1956. – 12. април 1961)
  - Абдулахад Кахаров (12. април 1961. – 24. јул 1973)
  - Рахмон Набијев (24. јул 1973. – 20. април 1982)
  - Кахар Макхамов (20. април 1982. – 26. јануар 1986)
  - Исатуло Хајојев (26. јануар 1986. – 6. децембар 1990)[3]